# 裴吉洙
裴吉洙（1972年3月4日—），朝鲜著名体操运动员。1992年夏季奥林匹克运动会上与维塔里·谢尔博并列获得鞍马冠军，退役后担任朝鲜体操协会副秘书长。（页面存档备份，存于）